# Litoral Piauiense (tiểu vùng)
Litoral Piauiense là một tiểu vùng thuộc bang Piauí, Brasil. Tiều vùng này có diện tích 9658 km², dân số năm 2007 là 272862 người.